# Mijensa Rensch

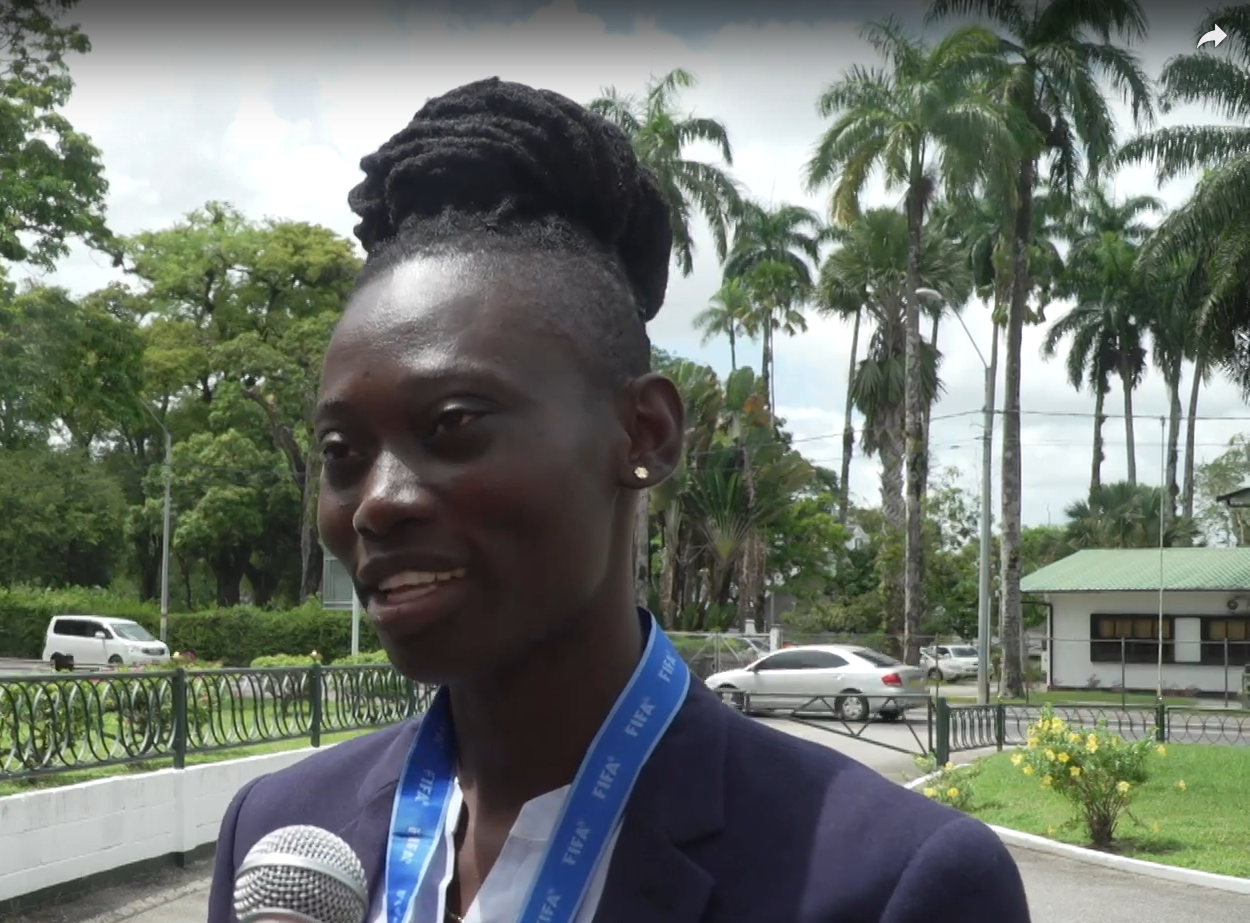
Mijensa Rensch (2022)

Mijensa Rosancha Rensch (* 26. September 1993) ist eine surinamische Fußballschiedsrichterassistentin.
Seit 2017 steht sie auf der Liste der FIFA-Schiedsrichter und leitet internationale Fußballpartien.
Rensch war unter anderem Schiedsrichterassistentin bei der U-17-Weltmeisterschaft 2022 in Indien (im Team von Myriam Marcotte und Katia García) und bei der U-20-Weltmeisterschaft 2022 in Costa Rica (im Team von Marianela Araya).
Zudem wurde Rensch für die Weltmeisterschaft 2023 in Australien und Neuseeland nominiert. Bei dieser leitete sie zusammen mit Tori Penso und Brooke Mayo insgesamt vier Spiele, darunter zwei Gruppenspiele, ein Achtelfinale sowie das Halbfinale zwischen Australien und England (1:3).